# د آستونین

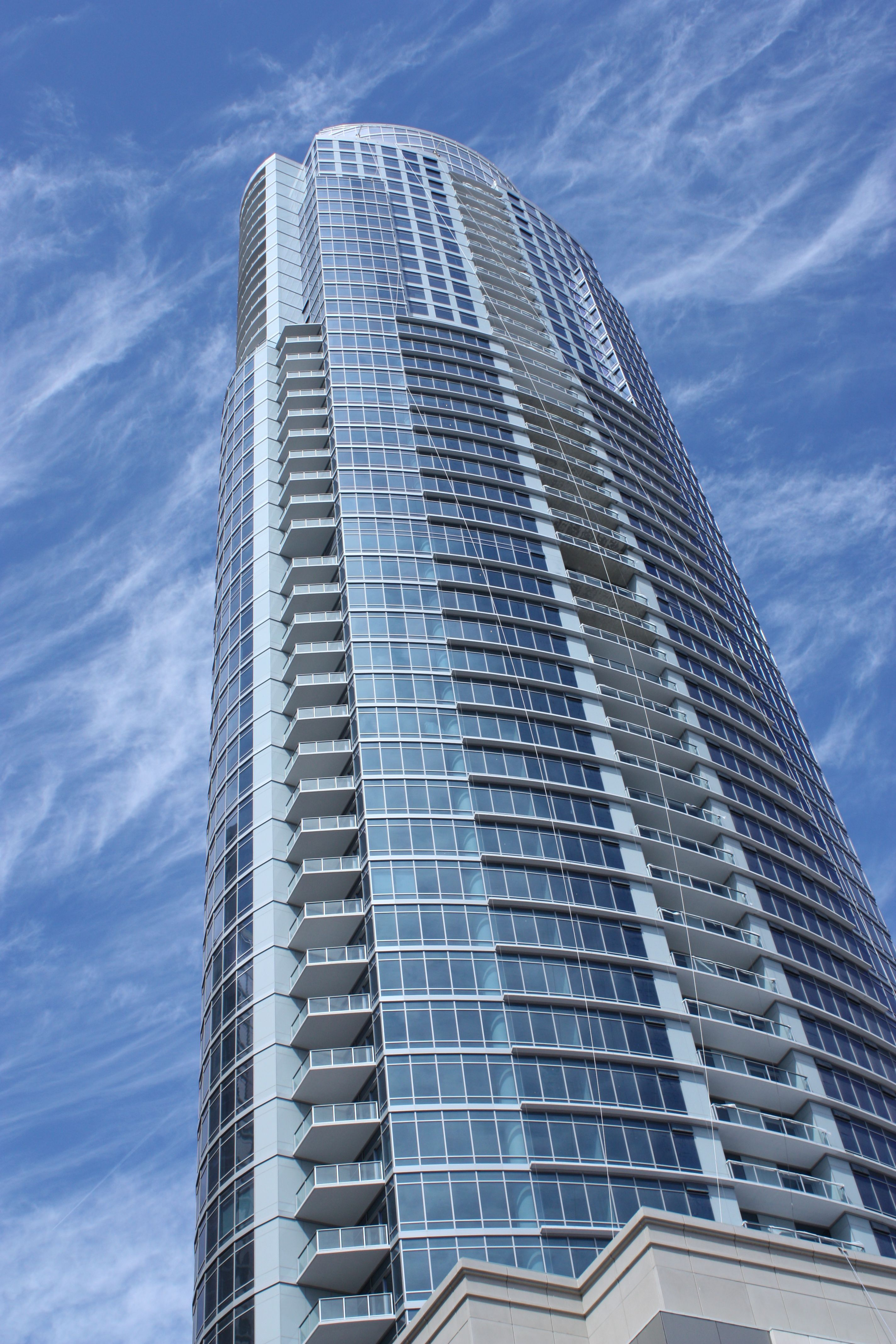

د آستونین (به انگلیسی: The Austonian) مرتفعترین برج شهر آستین در تگزاس است.
این برج در ۲۰۰۹ ساخته گردید، و ۲۰۸ متر ارتفاع دارد، که در سال ۲۰۱۰ بیستمین برج بلند تگزاس بود.
معمار این برج پست‌مدرنیستی، شرکت زیگلر کوپر است.
این ساختمان، نیمه تجاری، نیمه مسکونی است.